# Список эпизодов телесериала «12 обезьян»
Список эпизодов телесериала «12 обезьян», основанного на фильме 1995 года. Премьера шоу состоялась 16 января 2015 года на телеканале Syfy, через 20 лет после показа оригинального фильма.

## Обзор сезонов
| Сезон | Сезон | Эпизоды | Оригинальная дата выхода | Оригинальная дата выхода |
| Сезон | Сезон | Эпизоды | Премьера сезона          | Финал сезона             |
| ----- | ----- | ------- | ------------------------ | ------------------------ |
|       | 1     | 13      | 16 января 2015           | 10 апреля 2015           |
|       | 2     | 13      | 18 апреля 2016           | 18 июля 2016             |
|       | 3     | 10      | 19 мая 2017              | 21 мая 2017              |
|       | 4     | 11      | 15 июня 2018             | 6 июля 2018              |

## Список серий

### Сезон 1 (2015)
| № общий | № в сезоне | Название                                                   | Режиссёр         | Автор сценария                                                       | Дата премьеры   | Зрители в США (млн) |
| --- | ---------- | ---------------------------------------------------------- | ---------------- | -------------------------------------------------------------------- | --------------- | ------------------- |
| 1 | 1          | «Расщеплённый» «Splinter»                                  | Джеффри Рейнер   | Терри Маталас и Трэвис Фикетт                                        | 16 января 2015  | 1,353               |
| В 2043 году учёные во главе с Катариной Джонс завершили проект «Расщепление», машину времени, чтобы остановить апокалиптическую чуму до её возникновения. Их лучшая зацепка повреждённая запись 2017 года с вирусологом Кассандрой Райли, которая связывает Лиланда Фроста с происхождением чумы и в пророчестве упоминает Джеймса Коула, которого Джонс вербует как хрононавта — путешественника во времени. Коул разговаривает с Райли в 2013 году, царапая её часы из будущего и доказывая, что он путешественник во времени, но она ещё не знает о Фросте. Райли проводит самостоятельное расследование, и когда они снова встречаются в 2015 году, она опознаёт Фроста как генерального директора «Маркридж Групп» Лиланда Гойнса, который работает над биологическим оружием. У Коула не получается убить Гойнса и их хватают, Гойнс понял, что Коул путешественник во времени, которого он встретил в 1987 году, когда Коул искал армию 12 обезьян. Зная, что он выживет, чтобы совершить это, Коул объединяет две версии часов Райли, создавая взрыв временного парадокса. Он убивает Гойнса, но это не переписывает постапокалиптическое будущее. В другом месте, пациент психиатрической клиники Дженнифер Гойнс наследует состояния своего отца и рисует эмблему армии 12 обезьян. |            |                                                            |                  |                                                                      |                 |                     |
| 2 | 2          | «Девушка с психическими отклонениями» «Mentally Divergent» | Дэвид Гроссман   | Натали Чейдез                                                        | 23 января 2015  | 1,104               |
| Коул направлен на поиск информации о пациенте психиатрического учреждения Филадельфии, который так или иначе связан с армией 12 обезьян. Учёные пытаются отправить его в 2015 год, но он попадает в 2006 год в Северную Корею, где следователь находит записку Коула с адресом психушки. После перенаправления в 2015 год, Коул находит психически нестабильную Дженнифер Гойнс в психушке. Райли привлекает Аарона Маркера, и прячется в старом книжном магазине её родителей, и говорит ему, что Лиланд Гойнс умер не там где сообщалось. Аарон приносит свои разведданные из Северной Кореи, указывающие на присутствие Коула там в 2006 году, а также адрес психушки из записки Коула. В психушке Дженнифер рассказывает Коулу, что она работала на своего отца, и что она одна из двух оставшихся людей, которые знают местоположение его секретной лаборатории, ночной комнаты. Райли прибывает в психушку, чтобы забрать Коула. Таинственный человек со шрамом, который убил коллег Дженнифер в лаборатории её отца (что и привело к её психическому расстройству) и бывшего сотрудника АНБ (знакомого Райли), появляется и похищает Дженнифер. |            |                                                            |                  |                                                                      |                 |                     |
| 3 | 3          | «Комплекс Кассандры» «Cassandra Complex»                   | Майкл Ваксман    | Ребекка Кирш                                                         | 30 января 2015  | 0,903               |
| Коул и Райли в попытке выследить Анри Туссена, единственного человека, кроме Дженнифер, который знает местоположение ночной комнаты, обнаруживают, что он был убит неизвестным, работая с Райли над сдерживанием эпидемии в Гаити в 2014 году. Коул отправляется в 2014 на Гаити, где он находит Анри, но бледный человек догоняет их. В 2014 году Райли одержимая мыслью что Гаитянская вспышка является чумой 2017 года, срывается и отстраняется от работы. Коул помогает Анри сбежать от бледного человека, и Анри рассказывает ему как найти ночную комнату. Выясняется, что Гаитянская эпидемия не является чумой, и Коул возвращается к Райли в 2015 год. Райли устраивается на работу в ЦКЗ, чтобы собрать дополнительную информацию о ночной комнате. Выясняется (не Райли), что Коул убил Анри, чтобы не дать Армии его допросить. В 2043 году Рамзи встречает Макс, женщину, которую он знал, когда он и Коул были членами группы под названием Запад VII. Он с подозрением относится к её утверждению, что она покинула Запад VII, но отпускает её. Она сообщает Дикону, лидеру Запада VII, что нашла Коула. |            |                                                            |                  |                                                                      |                 |                     |
| 4 | 4          | «Атари» «Atari»                                            | Дэвид Гроссман   | Терри Маталас и Трэвис Фикетт                                        | 6 февраля 2015  | 0,731               |
| В 2043 году Запад VII нападает на временную установку, где находится машина времени, через скрытый тоннель. Рамзи и Джонс убивают, но прежде Джонс отправляет Коула назад во времени в 2015 год. Воспоминания, о том, как Коул и Рамзи присоединились к Западу VII, и как между Коулом и Макс возникли отношения; некоторое время спустя Рамзи открыто бросает вызов жестокости Дикона, и тот просит Коула убить друга; в последнюю минуту Коул отказывается и бежит из Запада VII с Рамзи, бросая Макс. Снова 2043 год, машина времени неисправна и отправляет Коула обратно всего на несколько дней. Он захвачен Диконом и вынужден раскрыть местонахождение скрытого туннеля (именно его возвращение во времени сделало нападение возможным). Макс освобождает Коула и они используют его предвидение того, как произошло нападение, чтобы победить солдат Дикона и спасти Рамзи и Джонс, но Дикон видит машину времени и сбегает. Макс присоединяется к проекту «Расщепление». Коул затем возвращается в 2015 год, где Райли обнаружила расположение ночной комнаты. |            |                                                            |                  |                                                                      |                 |                     |
| 5 | 5          | «Ночная комната» «The Night Room»                          | Дэвид Бойд       | Ричард Роббинс                                                       | 13 февраля 2015 | 0,664               |
| Коул и Райли проникли в ночную комнату и обнаружили там армию 12 обезьян, добравшихся сюда первыми, получив информацию о местоположении от Дженнифер. Бледный человек пытает Коула, чтобы узнать, как проникнуть в хранилище ночной комнаты, рассказав Райли, что Коул убил Анри. Позже Коул объясняет Райли, почему он убил Анри и рассказывает ей больше о своём прошлом. В 2043 году Рамзи обнаруживает, что Джонс отправляла других хрононавтов в прошлое до Коула, некоторые из них умерли. Он вступает в конфронтацию с Джонс и неохотно соглашается пойти вместе с ней после того, как она обещает защитить Коула. В 2015 году армии удаётся вскрыть дверь хранилища, раскрыв источник вируса чумы: многовековое замороженное человеческое туловище. Бледный человек обманом заставляет Дженнифер деактивировать последнюю систему безопасности хранилища, но Коул и Райли сжигают вирусный образец. Райли схвачена армией, а Коул вдруг расщепился, оказавшись в альтернативном 2043 году, где Запад VII захватил временную установку. |            |                                                            |                  |                                                                      |                 |                     |
| 6 | 6          | «Красный лес» «The Red Forest»                             | Алекс Закржевски | Кристофер Монфетт                                                    | 20 февраля 2015 | 0,686               |
| Коул узнаёт, что в истории альтернативного 2043 года Райли была убита в 2015 году, что привело к резким изменениям во времени: чума появилась раньше и была связана с событием, называемым Операция Троя. Коул убеждает лидера Запада VII, которым в этой временной линии является Рамзи, чтобы позволить Джонс отправить его назад во времени, чтобы он мог предотвратить смерть Райли. После стрельбы во время спора, умирающая Джонс отправляет Коула обратно в 2015, говоря ему спросить его версию Джонс о «жертве». В 2015 году Коул похищает Аарона Маркера и заставляет его помочь ему спасти Райли. Бледный человек накачивает Райли наркотиками с галлюциногеном, и неизвестная женщина, член армии, направляет её через галлюцинации, сказав, что она похитила Райли, чтобы дать ей встретиться со Свидетелем. Коул и Аарон выслеживают и освобождают Райли, а Коул расщепляется перед Аароном. Аарон извиняется перед Райли за то, что не верил ей, и они решают расследовать Операцию Троя. 2043 год — Коул обнаружил, что его временная линия восстановлена. Он спрашивает Джонс о последних словах её альтернативной версии, и учёная признаётся, что путешествие во времени медленно разрушает его тело и в конечном итоге убьёт его.                                         |            |                                                            |                  |                                                                      |                 |                     |
| 7 | 7          | «Острова» «The Keys»                                       | Джон Бэдэм       | Шон Третта                                                           | 27 февраля 2015 | 0,696               |
| Райли и Маркер исследуют Операцию Троя и найденные Коулом фрагменты артефакта, и обнаруживают, что вирус M5-10 компании «Маркридж Групп» используется для убийства беглого сотрудника ЦРУ Адама Векслера в Чечне. Коул расщепляется и спустя несколько часов звонит Райли из Чечни, объясняя, что информация, которую она и Маркер дадут ему через одну неделю, в будущем, позволила ему завладеть вирусом до армии 12 обезьян. Но наёмники захватывают Коула, и Векслер открывает кейс, заражая их всех вирусом. Когда наёмники начинают умирать, они предлагают обменять Векслера на медицинскую помощь, а Коул убеждает Векслера открыть огонь по наёмникам. Перед смертью Векслер говорит Коулу, что армия 12 обезьян была вовлечена в войну якудза в Токио в 1987 году. Коул звонит Райли, позволяя ЦРУ отследить его местоположение, чтобы сжечь вирус с помощью дронов Хищников, и умоляет её не говорить ему о его судьбе, когда они встретятся через неделю. Маркер угрожает ЦРУ разоблачением, чтобы его и Райли освободили, а Райли выполняет желание Коула, не говорить ему, что он идёт к своей смерти. |            |                                                            |                  |                                                                      |                 |                     |
| 8 | 8          | «Вчера» «Yesterday»                                        | Майкл Ваксман    | Сюжет: Оливер Григсби и Натали Чейдез Телесценарий: Оливер Григсби   | 6 марта 2015    | 0,843               |
| В 2043 году Джонс отправляет Рамзи и Уитли в Спирхэд, военную колонию, чтобы попросить помощи в стабилизации энергетического ядра машины времени. Оказывается, что Джонс и Уитли когда-то жили в Спирхэде, но ушли после того, как её нынешний руководитель, полковник Фостер, захватил власть в результате переворота. Фостер отклонил просьбу Джонс, сказав, что ему нужны ресурсы для работы над лекарством от чумы. Рамзи встречает Елену, старую любовь, и узнаёт, что он отец её сына, Сэма. Когда неудачная попытка возвратить Коула полностью уничтожает энергетическое ядро, Джонс лично приходит в Спирхэд, чтобы просить использовать их ядро. В конце концов, Фостер выдвигает условие, что Джонс вернётся в Спирхэд, чтобы работать над лекарством. Рамзи предлагает принять предложение Фостера, но Джонс по прежнему убеждена, что от вируса нет лекарства и полна решимости получить энергетическое ядро Спирхеда любыми необходимыми средствами. В 2015 году Райли отправляется на место авиаудара, чтобы понять, действительно ли Коул умер. Она приходит к выводу, что он был стёрт из временной линии, и чума была предотвращена. На самом деле Коул жив, но застрял в 2017 году, где чума идёт полным ходом.                                                             |            |                                                            |                  |                                                                      |                 |                     |
| 9 | 9          | «Завтра» «Tomorrow»                                        | Т. Дж. Скотт     | Ребекка Кирш                                                         | 13 марта 2015   | 0,708               |
| В 2043 году Джонс приказывает своей команде захватить энергетическое ядро Спирхеда. Она убивает Фостера, и её группа захватывает ядро и восстанавливает машину времени, но ценой многих жизней, включая отца Уитли. Рамзи забирает Сэма и Елену в безопасное место; Елена утверждает, что у Фостера было лекарство от вируса и полагает, что Джонс лжёт. Джонс уничтожает страницу из исследования Фостера, показывающую, что вирус 2040 года был излечен. Воспоминания 2041 года, о том, как Коул и Рамзи встретились с Джонс, и как Рамзи вынудил Коула присоединиться к проекту «Расщепление». В 2017 году Коул появляется в ЦКЗ, чтобы увидеть умирающую Райли. Она говорит ему, что многое произошло между ними после 2015 года, и даёт ему важный адрес, прежде чем умереть. Появляется Дженнифер, проповедуя группе беженцев о «дочерях» и «армии». Когда Коул расщепляется, царапина, которую он сделал на часах Райли в 2013 году, исчезает. Снова 2043 год, он спорит с Рамзи, который говорит, что Джонс солгала о лекарстве Фостера и хочет закончить проект «Расщепление», чтобы его семья не была стерта из временной линии. Коул возражает, что проект это единственный способ остановить вирус и спасти Райли, они дерутся.                                                   |            |                                                            |                  |                                                                      |                 |                     |
| 10 | 10         | «Божественный ход» «Divine Move»                           | Магнус Мартенс   | Сюжет: Терри Маталас и Трэвис Фикетт Телесценарий: Кристофер Монфетт | 20 марта 2015   | 0,727               |
| Коул появляется в 2015 году шокируя Райли и Аарона. Он и Райли находят дневник доктора Оливера Питерса, создателя чумы, который указывает им на Токио 1987 год. После того, как Коул возвращается в 2043, Райли выслеживает Питерса, который был вынужден воссоздать вирус для Армии. Он умоляет Райли убить его, но она его отпускает. Неизвестная женщина, член армии, встречает Аарона и спрашивает его, что он сделает, чтобы защитить Райли. В 2043 году Рамзи уничтожает исследования Джонс по истории чумы и крадёт препарат, который позволяет Коулу расщепляться. Спасаясь бегством, он встречает дочерей, женскую секту, возглавляемую пожилой Дженнифер. Она рассказывает ему о Свидетеле и говорит, что Рамзи будет им другом. В погоне за Рамзи, люди Джонс убивают Елену. Рамзи возвращается к временной установке и пытается взорвать машину времени, терпя неудачу, но убивая Макс. Попав в ловушку, он вводит себе наркотик для путешествий во времени и расщепляется в Токио 1987 года. Перед отправкой, после Рамзи, Джонс предупреждает Коула, что на этот раз он должен завершить миссию, так как его тело может выдержать ещё только один прыжок, прежде чем выйдет из строя; Коул клянётся убить своего друга, если он вмешается.                                      |            |                                                            |                  |                                                                      |                 |                     |
| 11 | 11         | «Сёнин» «Shonin»                                           | Марк Тондерай    | Шон Третта                                                           | 27 марта 2015   | 0,677               |
| 1987 год Токио, Коул пытается остановить Лиланда Гойнса от приобретения вируса чумы, но получает ножевое ранение, по-видимому смертельное, от Рамзи. Во время тюремного заключения с Рамзи связывается Оливия, таинственный член армии 12 обезьян. После освобождения в 1995 году, он вступил в армию. Воспоминания охватывают события с 1990-х по 2015 год, показывая, что армия инвестировала средства в Маркридж в разработку вируса чумы и что Рамзи, полагая, что убил Коула в 1987 году, использовал свои знания о действиях Коула, чтобы помочь армии сорвать все попытки Коула остановить чуму и обеспечить, чтобы все события произошли, как он помнит их, начиная с 2043 года. В 2015 году Аарон теряет свою работу и привлекается в проект, который станет Спирхэдом. Он видит, что Оливия будет руководить этим проектом. Дженнифер обнаружена армией и взята Оливией. В 2043 году Джонс в отчаянии отправляет раненого Коула из 1987 в 2015 год, связывая его с тем временем (перемещаться он больше не может, иначе умрёт). Подчинённые Джонс бросают её, полагая, что проект «Расщепление» закончен. 2015 год, Коул задыхаясь рассказывает Райли, что установил личность свидетеля, который помог армии быть на шаг впереди них, это Рамзи.                                    |            |                                                            |                  |                                                                      |                 |                     |
| 12 | 12         | «Парадокс» «Paradox»                                       | Дэнни Гордон     | Сюжет: Терри Маталас Телесценарий: Ричард Э. Роббинс                 | 3 апреля 2015   | 0,580               |
| В 2015 году Райли находит версию Джонс 2015 года, используя адрес, который она дала Коулу в 2017 году, и убеждает её помочь Коулу, который умирает от последствий путешествия во времени. Чтобы вылечить его, им нужен образец крови из молодой версии Коула 2015 года, поэтому они приводят отца Коула и молодого Коула, чтобы увидеть взрослого Коула. Аарон сдаёт армии расположение Коула в обмен на обеспечение безопасности Райли. Когда армия придёт за Коулом, отец Коула умрёт, защищая его. Коул вводит образец крови, вызывая взрыв временного парадокса, который лечит его и отбрасывает армию. Коул, Райли и Джонс оставляют молодого Коула в приёмной семье, а Джонс говорит Коулу, что лекарство лишило его способности путешествовать во времени. Дженнифер проводит рейдерский захват «Маркридж Групп» и ставит себя в качестве нового генерального директора. В 2043 году Джонс пытается восстановить проект «Расщепление», когда неизвестная группа из 12 человек, управляемая Диконом, нападает на временную установку. |            |                                                            |                  |                                                                      |                 |                     |
| 13 | 13         | «В моих руках» «Arms of Mine»                              | Дэвид Гроссман   | Терри Маталас и Трэвис Фикетт                                        | 10 апреля 2015  | 0,661               |
| В 2015 году Коул и Райли допрашивают Аарона об армии; после попытки бежать, Аарон попадает в огонь и, по-видимому, погибает. Действуя на основе информации, полученной от Дженнифер, Коул и Райли проникают в Государственную Лабораторию в Раритане, где находится действующая машина времени, и сталкиваются лицом к лицу с Рамзи, который планирует вернуться в 2043 год. Оказывается Рамзи не является свидетелем, в Райли и в Рамзи стреляют. Коул использует машину, чтобы отправить Райли в 2043 год, в надежде, что Джонс сможет спасти её, и помогает менее тяжело раненому Рамзи бежать. Оливия готовит 12 таинственных новорождённых младенцев для планов армии, которые будут реализованы через 28 лет. Дженнифер отправляется в путешествие на самолёте, по-видимому, чтобы распространить вирус чумы по всему миру. В 2043 году Дикон и группа 12-ти руководят штурмом временной установки и пытаются захватить машину времени. Угрожая взорвать её, Джонс договаривается об освобождении своих подчинённых, а затем поворачивает машину к группе 12-ти, в то время как раненая Райли прибывает из 2015 года. |            |                                                            |                  |                                                                      |                 |                     |

### Сезон 2 (2016)
| № общий | № в сезоне | Название                                       | Режиссёр        | Автор сценария                                                        | Дата премьеры  | Зрители в США (млн) |
| --- | ---------- | ---------------------------------------------- | --------------- | --------------------------------------------------------------------- | -------------- | ------------------- |
| 14 | 1          | «Год Обезьяны» «Year of the Monkey»            | Дэвид Гроссман  | Терри Маталас и Трэвис Фикетт                                         | 18 апреля 2016 | 0,476               |
| 2016 год, Коул и Рамзи находятся в бегах от Армии. Они просят Бенджамина Калмана, бывшего учёного Маркридж, удалить отслеживающее устройство из Рамзи. Калман, который все еще работает в Армии, парализует Рамзи и показывает, что Дженнифер Гойнс выпустит чуму в Нью-Йорке. Коул расправляется с Калманом, и Рамзи решает сопровождать его в Нью-Йорк, чтобы найти Дженнифер. В 2043 году, Посланники, таинственная группа из 12 человек, используют машину времени, чтобы отправить 6 своих членов в другие временные эпохи. Райли, заключенная в тюрьму Посланниками, предлагает вылечить хроническую болезнь Дьякона, если он поможет остановить их, он освобождает ее, и Запад VII взрывает машину времени, убивая оставшихся Посланников. В 2016 году Коул отслеживает Дженнифер и призывает ее не выпускать вирус. Агенты Армии вмешиваются и пытаются убить Коула, но Райли расщепляется из 2044 года и стреляет в них, сообщая Коулу, что она и Джонс пришли к выводу: что это Дженнифер начала чуму. Она собирается стрелять в Дженнифер, но Коул поднимает свой пистолет, чтобы остановить её. |            |                                                |                 |                                                                       |                |                     |
| 15 | 2          | «Первичные» «Primary»                          | Магнус Мартенс  | Шон Третта                                                            | 25 апреля 2016 | 0,318               |
| 2016 год, Коул уговаривает Дженнифер не выпускать чуму. Он и Райли уничтожают запасы вируса Дженнифер, изменяя историю, хотя они, Рамзи и Джонс все еще помнят предыдущую временную линию благодаря наркотику для путешествий во времени. После того, как Коул остановил Райли от убийства Рамзи, она с ним расщепляется в 2044 год, оставив Коула в 2016 году. Дженнифер везет Коула в отель Эмерсон, где менеджер дает Коулу ключ от номера 607, который Коул приобрел в 1944 году. Внутри Коул находит фотографию себя и Райлли сделанную в 1944 году. Дженнифер, потеряв цель после принятия решения не начинать чуму, нападает и соблазняет Коула, а затем режет себя. Коул успокаивает её и говорит ей найти новую цель, она уходит. 2044 год, история изменилась: чума началась на несколько лет позже, а у Джонс есть любовник, Доктор Экланд, о котором она не помнит. Дьякон и Райли безуспешно допрашивают Рамзи о Посланниках. Старая Дженнифер использует Дочерей, чтобы заставить Джонс вернуть Коула из 2016 года, отплатив ему за помощь молодой себе. Коул говорит с Райли о том, как его действия повлияли на неё и что спасение, а не убийство, людей — это единственное, что он сделал, чтобы изменить историю. Он оставляет Райли рассматривать фото 1944 года. |            |                                                |                 |                                                                       |                |                     |
| 16 | 3          | «Столетие» «One Hundred Years»                 | Дэвид Гроссман  | Майк Сассман                                                          | 2 мая 2016     | 0,405               |
| Коул и Райли перемещаются в 1944 год, чтобы остановить двух Посланников от убийства ученого, Томаса Кроуфорда. Они не в состоянии предотвратить смерть Кроуфорда, но приходят к выводу, что реальной целью Посланников является его сын Томми-младший, который, как и Дженнифер, является "Первичным" с особой связью со временем. Им удается добраться до Томми первым; он обращается к ним обоим по имени и говорит, что ему суждено быть убитым Посланниками. Один из Посланников берет Коула в заложники и пытает его, заставляя Райли сдать Томми. Посланница убивает Томми в ходе церемонии ритуала, используя кость, взятую из его останков в будущем, создавая взрыв временного парадокса, который вызывает у неё, Коула и Райли потерю сознания и последние два застревают в 1944 году. В 2044 году Джонс позволяет Дьякону делать то что он хочет с Рамзи. Когда он собирается убить Рамзи, вспыхивает сильная временная аномалия, и Рамзи бежит, чтобы избежать её, таща Дьякона с собой. |            |                                                |                 |                                                                       |                |                     |
| 17 | 4          | «Зарождение» «Emergence»                       | Дэвид Гроссман  | Ричард Э. Роббинс                                                     | 9 мая 2016     | 0,425               |
| Рамзи отправляется в 1944 год, чтобы спасти Коула и Райли. Хотя он не в состоянии остановить убийство Томми, он освобождает их от агента ФБР Роберта Гейла. Гейл понимает, что Коул — путешественник во времени и позволяет ему допрашивать женщину-Посланницу, которая убила Томми. Она показывает, что Свидетель стремится уничтожить само время, а затем сбегает. После того, как три путешественника вернулись в 2044, Гейл оставляет фото Коула и Райли в отеле Эмерсон, чтобы Коул нашёл его в 2016 году. В 2044 году озадаченная Джонс обращается к Дженнифер за помощью, поскольку временная аномалия растет. В вызванном наркотиками видении о природе времени она узнает, что Армия планирует уничтожить время, убив Первичных. По возвращении Коул, Райли и Рамзи неохотно соглашаются работать вместе, чтобы спасти Первичных. В 1971 году женщина-Посланница умирает после того, как ее сын, Бледный Человек, вступает в Армию. В 2016 году Дженнифер проверяет себя в психиатрической клинике, когда Бледный Человек наблюдает снаружи. |            |                                                |                 |                                                                       |                |                     |
| 18 | 5          | «Погружение под воду» «Bodies of Water»        | Мэйрзи Алмас    | Кристен Рейдел                                                        | 16 мая 2016    | 0,367               |
| 2044 год, Дженнифер отправляет Райли в 2016 год, чтобы узнать личности Первичных от молодой себя. Отчаявшись избавиться от Дьякона, Коул и Рамзи выдали его одному из своих врагов, Бригадиру. Дьякон убивает Бригадира, и вместо того, чтобы отомстить, поздравляет дуэт с тем, что они стали таким же безжалостными, как он. 2016 год, Свидетель поручает Оливии новую миссию: найти и подготовить Райли. Райли и Дженнифер возвращаются в старый дом последней, который вызывает детские воспоминания о матери Дженнифер, пытающейся утопить её. Райли успокаивает Дженнифер, которая после этого говорит Райли имя другого Первичного: Кайл Слэйд. Бледный Человек захватывает их, и Оливия дает Райли галлюциноген. В видении Райли видит лицо Аарона за маской свидетеля. Дженнифер вырывается на свободу и видит рукопись "Слово Свидетеля", содержащую дату её смерти: 23 сентября 2044 года. Она спасает Райли и ранит Оливию. Свидетель ставит Бледного Человека во главе миссии Армии, заменив Оливию. Райли рассказывает Коулу о Слэйде и решает остаться в 2016 году, чтобы присмотреть за Дженнифер. В 1975 году Слэйд чувствует, что Коул придет за ним. |            |                                                |                 |                                                                       |                |                     |
| 19 | 6          | «Бессмертный» «Immortal»                       | Дэвид Грин      | Ян Собел и Мэтт Морган                                                | 23 мая 2016    | 0,348               |
| Коул и Рамзи перемещаются в 1975 год, чтобы остановить Посланников от "парадоксинга" (убийство взрывом в результате временного парадокса) Кайла Слэйда, ветерана Вьетнама, ставшего серийным убийцей. Они спасают Викторию Мейсон, последнюю известную жертву Слэйда, а затем сообщают полиции, которая арестовывает Слэйда. Однако Слэйд утверждает, что знает, где Свидетель, поэтому Коул освобождает его, бросив Рамзи. Посланник держит Викторию в заложниках, Рамзи убивает его и освобождает её. Слэйд говорит Коулу, что его жертвы были Первичными, которых он убил, чтобы остановить Армию от принесения их в жертву, и приводит Коула в свое логово, где он держит в плену человека утверждая что он является Свидетелем. Коул узнает в нем Посланника, а не Свидетеля. Понимая, что Слэйд совершенно безумен, Коул и Рамзи убивают Посланника, а затем Слэйда. После их возвращения в 2044 год временная аномалия частично отступила. В 2016 году Райли видит Свидетеля, который появляется ей в видении как Аарон, а затем как Коул. Дженнифер покидает Райли, чтобы искать другие способы борьбы с Армией. Райли остается, сомневаясь в своём здравомыслии, поскольку она продолжает видеть Свидетеля.                                                                 |            |                                                |                 |                                                                       |                |                     |
| 20 | 7          | «Точка плавления» «Meltdown»                   | Грант Харви     | Ричард Э. Роббинс                                                     | 30 мая 2016    | 0,423               |
| 2044 год, галлюцинации Райли усиливаются. Машина времени неожиданно даёт сбой, перемещая людей из случайных мест временной линии во временную установку, включая солдат из 1959 года и ужасно мутировавших бывших испытуемых Проекта Расщепление, с которыми сталкиваются члены команды. Экланд жертвует собой, чтобы не дать машине времени уничтожить установку. Когда Коул и Рамзи пытаются выключить машину, Райли берет Сэма (сына Рамзи) в заложники и держит его под прицелом, чтобы остановить их. Коул и Рамзи понимают, что она под влиянием Свидетеля, который использовал её, чтобы испортить машину. Чтобы вытащить её из транса, Коул заставил Рамзи выстрелить в него, зная, что она не позволит ему умереть. Рамзи отключает питание, но Сэма поражает отдача временной энергии, и он расщепляется. Джонс даёт Райли наркотик, чтобы помешать Свидетелю снова овладеть ею, а скорбящий Рамзи покидает временную установку. Тем временем, Сэм встречает в неопределенный период времени неизвестную личность. |            |                                                |                 |                                                                       |                |                     |
| 21 | 8          | «Колыбельная» «Lullaby»                        | Стивен Эдельсон | Шон Третта                                                            | 6 июня 2016    | 0,425               |
| Находясь в подавленном состоянии после смерти Экланда, Джонс отправляет Кэсси в 2020 год, чтобы убить себя в молодости и предотвратить начало Проекта Расщепление. В 2020 году Кэсси находит Джонс и видит как она ухаживает за своей смертельно больной дочерью Ханной. Кэсси, после того, как она убивает Джонс, приходит в себя утром того же дня, вместе с Коулом, который пришёл, чтобы остановить её. Со временем они понимают, что попали во временную петлю. С помощью Дженнифер из 2020 года они разрывают петлю и возвращаются в 2044 год. Они объясняют Джонс, что её создание Проекта Расщепление было предопределено и попытка изменить судьбу вызвала петлю. Чтобы избежать этого, они спасли Ханну и отдали её на воспитание Дочерям Дженнифер, позволив Джонс поверить, что она мертва, чтобы она начала Проект. Затем они воссоединяют Джонс со взрослой Ханной. Коул рассказывает Кэсси о своих чувствах к ней, но она отвергает его, опасаясь, что они могут потерять слишком много, если она ответит взаимностью. В комнате Кэсси появляется Рамзи, угрожая застрелить её за участие в исчезновении Сэма. Вместо этого она предлагает вдвоем убить Свидетеля; он соглашается.                                                                                    |            |                                                |                 |                                                                       |                |                     |
| 22 | 9          | «Гиена» «Hyena»                                | Билл Иглз       | Сюжет: Кристофер Монфетт Телесценарий: Кристофер Монфетт и Шон Третта | 13 июня 2016   | 0,349               |
| Дженнифер Гоинз в 2016 году решает создать собственную армию и собирает группу под названием Гиены. Вместе со своими сумасшедшими сторонниками она собирается одолеть армию 12 Обезьян. Коулу удаётся раскрыть тщательно продуманный заговор, который позволит повторно заразить всю планету смертоносным вирусом. |            |                                                |                 |                                                                       |                |                     |
| 23 | 10         | «Отечество» «Fatherland»                       | Гай Норман Би   | Оливер Григсби                                                        | 20 июня 2016   | 0,398               |
| Верность Коула подвергается испытанию, после того как Рамзи и Райли обманом совершают несанкционированный прыжок во времени и отправляются в 1961 год в Восточный Берлин для важной миссии. Оказавшись там, они пытаются найти беспринципного немецкого доктора, который, возможно, знает местоположение Свидетеля. |            |                                                |                 |                                                                       |                |                     |
| 24 | 11         | «Перерождение» «Resurrection»                  | Кевин Танчароен | Ричард Э. Роббинс                                                     | 27 июня 2016   | 0,398               |
| Коул и Джонс находятся в центре попытки захвата власти, в то время как машина времени оказывается на грани уничтожения. После жестокого столкновения, которое заканчивается неожиданной трагедией, Коула отправляют в 1957 год, чтобы использовать последний шанс, способный спасти человечество. |            |                                                |                 |                                                                       |                |                     |
| 25 | 12         | «Кровь на траве» «Blood Washed Away»           | Дэвид Гроссман  | Шон Третта                                                            | 11 июля 2016   | 0,472               |
| Коул и Райли пытаются остановить в прошлом временной парадокс. В это время Рамзи, Дженнифер и Дикон отчаянно пытаются пережить предстоящий апокалипсис, чтобы найти Свидетеля. |            |                                                |                 |                                                                       |                |                     |
| 26 | 13         | «Память о завтрашнем дне» «Memory of Tomorrow» | Дэвид Гроссман  | Терри Маталас                                                         | 18 июля 2016   | 0,431               |
| После долгой борьбы Коулу и Райли наконец-то удается найти свое место в прошлом, где они могут жить в мире. Однако вскоре Коул сталкивается с таинственной женщиной, которая рассказываем ему о своем апокалипсическом видении. Она сообщает ему, что его работа еще не закончена, и чтобы спасти мир ему нужно принести большую жертву. |            |                                                |                 |                                                                       |                |                     |

### Сезон 3 (2017)
| № общий | № в сезоне | Название                  | Режиссёр        | Автор сценария                                                     | Дата премьеры | Зрители в США (млн) |
| --- | ---------- | ------------------------- | --------------- | ------------------------------------------------------------------ | ------------- | ------------------- |
| 27 | 1          | «Мать» «Mother»           | Терри Маталас   | Терри Маталас                                                      | 19 мая 2017   | 0,585               |
| В постапокалиптическом 2163 году отчаявшийся Коул продолжает поиски Титана. Тем временем, армия 12 обезьян ждет появления Свидетеля, а находящаяся у них в плену Райли должна сделать самый трудный выбор в своей жизни.                                                                                  |            |                           |                 |                                                                    |               |                     |
| 28 | 2          | «Стражи» «Guardians»      | Дэвид Гроссман  | Шон Третта                                                         | 19 мая 2017   | 0,399               |
| В поисках Дженнифер Гоинз Коул и Джонс отправляются во Францию после Первой мировой войны. Там они сталкиваются с крайне опасной группой путешественников во времени — так называемыми Стражами. |            |                           |                 |                                                                    |               |                     |
| 29 | 3          | «Враг» «Enemy»            | Дэвид Гроссман  | Кристофер Монфетт                                                  | 19 мая 2017   | 0,374               |
| Доверие между старыми друзьями подвергается серьезному испытанию, когда Рамзи возвращается в убежище Джонс вместе с давним врагом, захваченным им в плен. Коулу и Джонс приходится решать, насколько далеко они готовы зайти ради получения ответов, которые им необходимы.                               |            |                           |                 |                                                                    |               |                     |
| 30 | 4          | «Братья» «Brothers»       | Джо Менендес    | Сюжет: Трэвис Фикетт Телесценарий: Трэвис Фикетт и Кристен Рейдел  | 19 мая 2017   | 0,324               |
| Рамзи и Коул отправляются в 2007 год, так до конца и не выяснив, является ли их новая миссия ловушкой или последним реальным шансом убить Свидетеля. Однако когда Коул узнает душераздирающую правду, он понимает, что их задание является и тем, и другим.                                               |            |                           |                 |                                                                    |               |                     |
| 31 | 5          | «Причинность» «Causality» | Дэвид Грин      | Кристен Рейдел                                                     | 20 мая 2017   | 0,397               |
| Джонс понимает, что время снова не на их стороне, и отправляет Дженнифер и Дикона в 1989 год, для того, чтобы украсть Слово — священный документ о жизни Свидетеля. Райли и Коул осознают, что им необходимо добраться до Слова раньше своих друзей, чтобы сохранить свой самый большой и опасный секрет. |            |                           |                 |                                                                    |               |                     |
| 32 | 6          | «Природа» «Nature»        | Кэт Кандлер     | Ян Собел и Мэтт Морган                                             | 20 мая 2017   | 0,315               |
| Райли и Коул узнают, что в 1953 году произошло первое собрание Армии 12 обезьян, и отправляются туда. Для того чтобы попасть на него, им приходится просить помощи у агента Гейла. |            |                           |                 |                                                                    |               |                     |
| 33 | 7          | «Воспитание» «Nurture»    | Стивен Эдельсон | Сюжет: Адам Суссман Телесценарий: Адам Суссман и Кристофер Монфетт | 20 мая 2017   | 0,313               |
| Коулу и Райли необходимо принять невозможное решение. Джонс начинает испытывать подозрения по отношению к некоторым членам ее команды. Райли обращается за советом к близкому человеку из своего прошлого.                                                                                                |            |                           |                 |                                                                    |               |                     |
| 34 | 8          | «Маски» «Masks»           | Дэвид Гроссман  | Сюжет: Тони Эллиот Телесценарий: Тони Эллиот и Шон Третта          | 21 мая 2017   | 0,278               |
| Коул и Райли скрываются от своих преследователей, перемещаясь из эпохи в эпоху. Друзья и враги встречаются в викторианском Лондоне в ожидании встречи со Свидетелем. |            |                           |                 |                                                                    |               |                     |
| 35 | 9          | «Вор» «Thief»             | Дэвид Гроссман  | Шон Третта                                                         | 21 мая 2017   | 0,232               |
| Коул и Райли наконец узнают драматичную историю жизни человека, который называет себя Свидетелем. |            |                           |                 |                                                                    |               |                     |
| 36 | 10         | «Свидетель» «Witness»     | Грант Харви     | Терри Маталас                                                      | 21 мая 2017   | 0,246               |
| Коула и Райли со всех сторон окружают угрозы. Бывшие союзники борются друг с другом не на жизнь, а на смерть. Свидетель возвращается в Титан и встречается с собственной судьбой. |            |                           |                 |                                                                    |               |                     |

### Сезон 4 (2018)
| № общий | № в сезоне | Название                                | Режиссёр       | Автор сценария                             | Дата премьеры | Зрители U.S. (млн) |
| --- | ---------- | --------------------------------------- | -------------- | ------------------------------------------ | ------------- | ------------------ |
| 37 | 1          | «Конец» «The End»                       | Дэвид Гроссман | Шон Третта                                 | 15 июня 2018  | 0.336              |
| Все вернулись в 2047. Кассандра пытается спасти Катарину, несмотря на внутренние противоречия (Катарина хотела убить сына Кассандры и Коула – Эйтана, который как считалось ранее и был сведетелем). Расщепитель нестабилен из-за реки, которая его охлаждает. Свидетелем оказывается не Эйтан, а Оливия которая знает куда все сбежали из Титана. Титан перемещается в 2047 к убежищу и Оливия приказывает всех убить, но у Катарины всегда был план бегства на такой случай. Оливия рассчитывает на то, что «Война закончится сегодня». Дьякон наносит существенный вред Титану разрушив одну из башен города. Оливия решает уничтожить убежище при помощи, башен, которые перемещают Титан по пространству и времени, развернув их и направив лучи на убежище. Ханна привела план Катарины в действие, Дьякон остался за границей расщепления. Приказ Оливии по расщеплению убежища, позволил убежищу переместиться незамеченным под видом разрушения. После перемещения, ядро машины вышло из строя – машина времени не работает, так как нужны детали, которые можно достать только при помощи машины времени. Коул вспоминает про второе ядро – которое осталось на складе, но проблема в том, что склад остался за границами расщепления и не переместился вместе с убежищем. Дженнифер тем временем развлекается в 2018 – в Чехии спасает мир, украв статуэтку Уробороса – ключ от двери которую предстоит найти. В конце эпизода становится понятным что убежище не только переместилось в пространстве из своего места в отель Эмерсон, но и во времени в 2043 год – в самое начало. |            |                                         |                |                                            |               |                    |
| 38 | 2          | «Уроборос» «Ouroboros»                  | Терри Маталас  | Терри Маталас                              | 15 июня 2018  | 0.259              |
| Коул, Кассандра, Джонс из 2047 пытаются воспользоваться машиной времени из 2043 перед её первым запуском, не нарвавшись на себя самих из 2043 – чтобы не было парадокса. В 2018 Интерпол взялся за расследования кражи Уробороса в Чешском музее. Дженнифер бьётся над решением головоломки ключа. Кассандра отправилась в 1971 в отель Эмерсон с целью убить Оливию. Коул и Джонс находят способ обеспечить свою машину времени энергией. Интерпол прижимает Дженнифер на платформе, и она прыгает под поезд. Агент Интерпола Бонэм знает про рисунки Дженнифер про её голоса и армию 12 обезьян, его интересует где Коул. |            |                                         |                |                                            |               |                    |
| 39 | 3          | «45 оборотов в минуту» «45 RPM»         | Кристофер Бирн | Шон Третта                                 | 15 июня 2018  | 0.215              |
| Оливия не настоящий свидетель – и это понимают некоторые старейшины, Оливия устроила чистку рядов для устрашения. Кассандра охотиться за Оливией в 1971 и узнаёт, что Оливия беременна. Оливия рассказывает Кассандре что за ней так же охотиться и её мать которая хочет сделать что-то ужасное с её ребёнком, по приказу свидетеля. Приспешники Оливии нашли Дьякона под развалинами убежища, он рассказал Оливии что её перехитрили. «Засранец из будущего» спасает Дженнифер на платформе в 2018, но они теряют ключ Уробороса, его забирает агент Бонэм. «Засранец из будущего» говорит Дженнифер, где нейти Коула в 2018. Коул звонит Бонэму для того чтобы вернуть ключ. Бонэм назначает встречу на том месте где всё началось. Оливия в попытке доказать, что она свидетель идёт на встречу временному потоку где она видит конец великого цикла и она теперь знает, что нужно делать. Кассандра встречается с матерью Оливии и узнаёт, что ужасное с ребёнком сделать хочешь не она, а именно Оливия, так как она 26 лет служа свидетелю, так и не увидела красный лес и разочаровалась, как сказала Оливия «утратила веру». Бонэм потомок хранителей ключа которые завещали передач ключ Коулу. Коул вспомнил сказку, написанную его матерью и открыл ключ. В ключе были координаты новой миссии. |            |                                         |                |                                            |               |                    |
| 40 | 4          | «Наследие» «Legacy»                     | Джо Менендес   | Кристофер Монфетт                          | 22 июня 2018  | 0.336              |
| А сказка не простая. Её нужно разгадать. Коул, Кассандра, Дженнифер и Ханна отправились в 1852, который оказался до безобразия нашпигован вещами из будущего. Ханна встречает своего отца и узнаёт, что он трудится на Шоу (человек в чёрной шляпе) над проектом всей своей жизни. Чтобы понять, что происходит Ханна отправляет его назад в убежище, где его встречает Катарина. Все в лёгком шоке. Элиот в 1852 строит Титан. Глупость Дженнифер позволила Оливии узнать об оружии первичных. Оливия приказала переместить Титан, сорвав планы по его уничтожению на этапе стройки. Элиот похитил флешку у Шоу и передал её Ханне. Дьякон убивает Элиота. На флешке вся информация по постройке Титана. |            |                                         |                |                                            |               |                    |
| 41 | 5          | «После» «After»                         | Шири Фолксон   | Оливер Григсби                             | 22 июня 2018  | 0.273              |
| Мариан Вудс – имя матери Коула. Следы лестницы и колокола ищут в 1966 – некто хотел продать древнейшее и мощнейшее оружие советским шпионам. Коула убивают, пару раз. Две Кассандры. Гейл в 1961 обманул судьбу и непогиб как все считали ранее. Гейл совместно с Дженнифер пытаются спасти Коула и забрать оружие. Все тщетно оружие уносит Дьякон. Новый план: выкрасть оружие ещё раньше по времени. (Торговец сказал что оружие было найдено аненербе.) Кассандра задумалась о красном лесе. |            |                                         |                |                                            |               |                    |
| 42 | 6          | «Колокол» «Die Glocke»                  | Дэвид Гроссман | Сара С. Мюллер, Терри Маталас и Шон Третта | 22 июня 2018  | 0.264              |
| Стало известно, что до 1966 колокол видели в 1940 в оккупированной Франции. Хитроумным способом Кассандра и Катарина попадают на приём в замок где колокол выставлялся как достижение арийской культуры. Но Оливия тоже понимала, что такой ход развития событий возможен и поэтому сделает всё чтобы это предотвратить. Дьякона и Коула пленят фашисты и хотят их убить. Дьякон раскрывает секрет своей смены стороны. Планам так же могут помешать и из сопротивления, которые хотят взорвать всё здание так как на колокол приедет посмотреть сам фюрер. Колокол удалось выкрасть, а попутно убили Гитлера, но история не изменилась. На колоколе время и координаты с приглашением первичных. Это место находится за пределами досягаемости машины. Дьякон сдал Катарину Оливии. |            |                                         |                |                                            |               |                    |
| 43 | 7          | «Дочери» «Daughters»                    | Майрзи Алмас   | Кристофер Монфетт                          | 29 июня 2018  | 0.293              |
| Катарина в камере на титане. Ханна (дочь Катарины) в прошлом – ищет своё предназначение. Эмма (дочь Оливии) достраивает Титан. Оливия показала Катарина как она может видеть больше и дальше чем первичные. Под пытками разума Катарина выдаёт Оливии место и время встречи с первичными. |            |                                         |                |                                            |               |                    |
| 44 | 8          | «Демоны» «Demons»                       | Дэвид Гроссман | Шон Третта                                 | 29 июня 2018  | 0.243              |
| В 1491 году Дженнифер садят в клетку и хотят казнить как ведьму. Её спасает первичная которая ведёт её к своему отцу. Оливия хочет убить свою дочь Эмму, которая переместившись в 2009 становиться Марианной Вуд, а Ханна её спасает. Первичные со смаком указывают Оливии на её место. В поисках оружия, Оливия сжигает заживо первичных. Предатель из первичных который работает на Оливию узнал где находится оружие. Оливия убивает Дьякона и уничтожает оружие. |            |                                         |                |                                            |               |                    |
| 45 | 9          | «Ещё одну минуту» «One Minute More»     | Дэвид Гроссман | Кристин Райдел                             | 29 июня 2018  | 0.254              |
| Первичные через Дженнифер передали последнюю загадку. Решение загадки приводит их в аэропорт Кеннеди за два дня до начала чумы. Кассандра и Куол вынуждены выпустить чуму. Коул узнаёт что его настоящая мать - это Ханна, а Катарина - его Бабушка. |            |                                         |                |                                            |               |                    |
| 46 | 10         | «Начало Часть 1» «The Beginning Part 1» | Терри Маталас  | Терри Маталас                              | 6 июля 2018   | 0.384              |
| В 2037 Катарина, когда нашла лабораторию расщепления повстречала там Эйтона. Выясняется, что демон из легенды не Оливия, а Коул, и убить надо его. Оливия запустила Титан для выполнения своего предназначения – создания красного леса. Первичные оставили некий шифр - программу, на компилирование которой у машины уйдёт более трёх лет. Единственный выход - воспользоваться мощностью Титана. Коул по инициативе Касси забирает Рамзи за некоторое время до его смерти, чтобы тот помог ему. Оливию заманили в ловушку и убежище переместилось в Титан. 15 минут до конца времён. |            |                                         |                |                                            |               |                    |
| 47 | 11         | «Начало Часть 2» «The Beginning Part 2» | Терри Маталас  | Терри Маталас                              | 6 июля 2018   | 0.331              |
| Приспешников Оливии очень много. Патронов не хватает, но всегда хорошо, когда есть резерв, о которым ты и не надеялся. Разрушение ядра не останавливает красный луч. Необходимо отключение через пульт управления. Кассандра убивает Оливию, отправив половину её туловища в 10 век. Кассандра не в силах остановить надвигающийся конец: она хочет в красный лес. За секунду до конца Коул её убеждает – мир спасён. Все вернулись на стартовые позиции. Джонс добивает лучевая болезнь. Коул сам себя расщепляет и перезапускает хронологию. В этой линии времени все живы и счастливы. У Кассандры дежавю и прескевю. Она покупает тот самый домик и каждый вечер с надеждой ждёт Джеймса. Коул тем временем просыпается на берегу моря, где встречает Дженнифер. Та объясняет, что Джонс в последний момент перед расщеплением изменила программу и "выдернула" Коула из потока времени, таким образом он остался жив и никак не повлиял на ход событий. Джеймс отправляется на встречу Касси. Она встречает его на крыльце. Герои обнимаются. |            |                                         |                |                                            |               |                    |